# Ипуэйрас (Токантинс)

Ипуейрас на карте штата.

Ипуейрас (порт. Ipueiras) — муниципалитет в Бразилии, входит в штат Токантинс. Составная часть мезорегиона Восточный Токантинс. Входит в экономико-статистический микрорегион Порту-Насиунал. Население составляет  1 639 человек на 2010 год. Занимает площадь 815,254 км². Плотность населения — 2,01 чел./км².

## Демография
Согласно сведениям, собранным в ходе переписи 2010 г. Национальным институтом географии и статистики (IBGE), население муниципалитета составляет:
| Полное население                               | Полное население                               | Полное население                               | Полное население                               | 1 639 |
| ---------------------------------------------- | ---------------------------------------------- | ---------------------------------------------- | ---------------------------------------------- | ----- |
| в том числе:                                   | Городское население                            | 958                                            | Процент городского населения, %                | 58,45 |
|                                                | Сельское население                             | 681                                            | Процент сельского населения, %                 | 41,55 |
|                                                | Мужское население                              | 864                                            | Процент мужского населения, %                  | 52,72 |
|                                                | Женское население                              | 775                                            | Процент женского населения, %                  | 47,28 |
| Плотность населения, чел/км²                   | Плотность населения, чел/км²                   | Плотность населения, чел/км²                   | Плотность населения, чел/км²                   | 2,01  |
| Население муниципалитета в % к населению штата | Население муниципалитета в % к населению штата | Население муниципалитета в % к населению штата | Население муниципалитета в % к населению штата | 0,12  |

По данным оценки 2016 года население муниципалитета — 1 881 житель.

## Статистика
- Валовой внутренний продукт на 2003 составляет 3.317.032,00 реалов (данные: Бразильский институт географии и статистики).
- Валовой внутренний продукт на душу населения на 2003 составляет 2.820,61 реалов (данные: Бразильский институт географии и статистики).
- Индекс развития человеческого потенциала на 2000 составляет 0,659 (данные: Программа развития ООН).

## Важнейшие населенные пункты
| № | Населённый пункт | Населённый пункт (порт.) | Категория | Население чел. (2010) | На карте                        |
| - | ---------------- | ------------------------ | --------- | --------------------- | ------------------------------- |
| 1 | Ипуэйрас         | Ipueiras                 | город     | 958                   | 11°14′30″ ю. ш. 48°26′38″ з. д. |
| 2 | Сан-Франсиску    | São Francisco            | поселок   | 249                   | 11°02′53″ ю. ш. 48°25′44″ з. д. |